# Peter Moreth
Peter Moreth (Chemnitz, 1941. július 28. – Berlin, 2014. február 4.) keletnémet közgazdász, liberális politikus, a Modrow-kormány alelnöke.

## Pályafutása
A Német Liberális Demokrata Pártnak (LDPD) 1962-től tagja. 1971 és 1983 között az LDPD Cottbus megyei pártszervezetének elnöke, 1983-tól az LDPD Magdeburg megyei elnöke. 1989 novemberétől Hans Modrow kormányának alelnöke. 1990 március 1-jén a Német Demokratikus Köztársaság Állami Vagyonügynökségének elnökévé nevezték ki, amely intézmény élén ugyanezen év július 15-ig állt.

## Fordítás
- Ez a szócikk részben vagy egészben a Peter Moreth című német Wikipédia-szócikk fordításán alapul.  Az eredeti cikk szerkesztőit annak laptörténete sorolja fel. Ez a jelzés csupán a megfogalmazás eredetét és a szerzői jogokat jelzi, nem szolgál a cikkben szereplő információk forrásmegjelöléseként.